# اسمیتون (میزوری)
اسمیتون (به انگلیسی: Smithton) یک شهر در ایالات متحده آمریکا است که در شهرستان پتیس، میزوری واقع شده‌است. اسمیتون ۰٫۷۸ کیلومتر مربع مساحت و ۵۷۰ نفر جمعیت دارد و ۲۶۶ متر بالاتر از سطح دریا واقع شده‌است.